# André Villéger
André Villéger (* 12. August 1945 in Rosny-sous-Bois) ist ein französischer Jazzmusiker (Klarinette, Sopran-, Alt-, Tenor- und Baritonsaxophon).

## Leben und Wirken
Villéger brachte sich achtzehnjährig, beeinflusst von Sidney Bechet und Charlie Parker autodidaktisch Anfänge des Klarinettenspiels bei. 1965 begann er in Amateurorchestern Hot Jazz zu spielen. Zwischen 1968 und 1970 war er Mitglied der Band von Raymond Fonsèque, um dann ab 1970 zu den Lutéciens um Fonsèque und Daniel Barda zu gehören. Zwischen 1972 und 1975 gehörte er zur Cocoro Steel Band. Dann gehörte er zum Orchester von Claude Bolling, den Jazz Five um Raymond Fol und Sam Woodyard und der Anachronic Jazz Band. Daneben spielte er Jazzrock mit Chute libre und begleitete auf zahlreichen europäischen Festivals Henri Salvador und amerikanische Solisten wie Jimmy McPartland Joe Newman, Lionel Hampton, Dee Dee Bridgewater oder Gerry Wiggins. 
1984 veröffentlichte er mit Something to Live for ein erstes Album unter eigenem Namen; 1991 folge Connection (mit Warren Vaché, Richard Wyands, Reggie Johnson und Alvin Queen). 2011 leitete er gemeinsam mit Michel Perez ein Quartett. In Erinnerung an Duke Ellington und Paul Gonsalves entstand 2015 das Duoalbum For Duke and Paul mit dem Pianisten Philippe Milanta. 2019 gehörten zu seinem Quartett neben Milanta Sébastien Girardot und François Laudet. Auch ist er auf Christian Escoudés Album Plays Brassens: Au bois de mon coeur und auf Tonträgern von Gérard Badini, Patrice Caratini, Sacha Distel und Moustache zu hören.
1974 erhielt er den Prix Sidney Bechet, wurde aber auch 2009 von der Académie du Jazz ausgezeichnet. Er lehrte zudem bis 2010 an den Konservatorien des 9. und 17. Arrondissements von Paris.

## Lexikalischer Eintrag
- Philippe Carles, André Clergeat, Jean-Louis Comolli: Le nouveau dictionnaire du jazz. Édition Robert Laffont, Paris 2011, ISBN 978-2-221-11592-3